# Rozmowy z Gregorym Peckiem
Rozmowy z Gregorym Peckiem (tytuł oryg. A Conversation with Gregory Peck) – amerykański film dokumentalny z 1999 w reżyserii Barbary Kopple, będący podsumowaniem dorobku artystycznego Gregory’ego Pecka oraz opowieścią o życiu rodzinnym aktora. Został zrealizowany dla stacji telewizyjnej PBS jako część cyklu American Masters. Dokument pokazywany był poza konkursem w ramach 53. MFF w Cannes w maju 2000. W 2005 został dołączony do dwupłytowej edycji filmu Zabić drozda (1962) na DVD.

## Fabuła
Film dokumentalny Rozmowy z Gregorym Peckiem stanowi podsumowanie dorobku artystycznego amerykańskiego aktora filmowego i teatralnego oraz gwiazdy okresu „Złotej Ery Hollywood” Gregory’ego Pecka. Autorka Barbara Kopple towarzyszy 83-letniemu Peckowi w spotkaniach z wielbicielami w trakcie odbywania przez niego tournée po Stanach Zjednoczonych w ramach serii A Conversation with Gregory Peck (w przeszłości takie same spotkania odbywał przyjaciel aktora Cary Grant) oraz z przyjaciółmi i znanymi osobistościami, między innymi aktorką Lauren Bacall, reżyserem Martinem Scorsese, ówczesnym prezydentem Stanów Zjednoczonych Billem Clintonem (który uhonorował go Narodowym Medalem Sztuki) czy bliskim przyjacielem Pecka, prezydentem Francji Jacques’em Chirakiem (od którego otrzymał Order Komandora Legii Honorowej w 1995). Na dokument składają się również zapisy rozmów z publicznością, anegdoty z planów filmowych oraz urywki produkcji z udziałem aktora. Kopple w swoim filmie dokumentalnym przedstawia również życie prywatne Pecka, spotkania członków rodziny aktora, rozmowy z żoną Veronique i historię wyboru imienia dla wnuka Pecka, syna jego córki Cecilii. W filmie pojawia się także wątek śmierci syna aktora, Jonathana (który popełnił samobójstwo w 1975) oraz tego, jaki wpływ miała ona na Pecka.

## Obsada
Opracowano na podstawie materiału źródłowego:

- Gregory Peck – on sam
- Cecilia Peck – ona sama
- Veronique Peck – ona sama
- Colleen Sheehy – ona sama
- Don Peck – on sam
- Carey Paul Peck – on sam
- Stephen Peck – on sam
- Anthony Peck – on sam
- Zack Peck – on sam
- Harper Daniel Peck – on sam
- Thomas Jones – on sam
- Jacques Chirac – on sam
- Mary Badham – ona sama
- Daniel Voll – on sam
- Bill Clinton – on sam
- Hillary Clinton – ona sama
- Jim Steele – on sam
- Julie Steele – ona sama
- Martin Scorsese – on sam
- Lauren Bacall – ona sama

## Premiera i recenzje

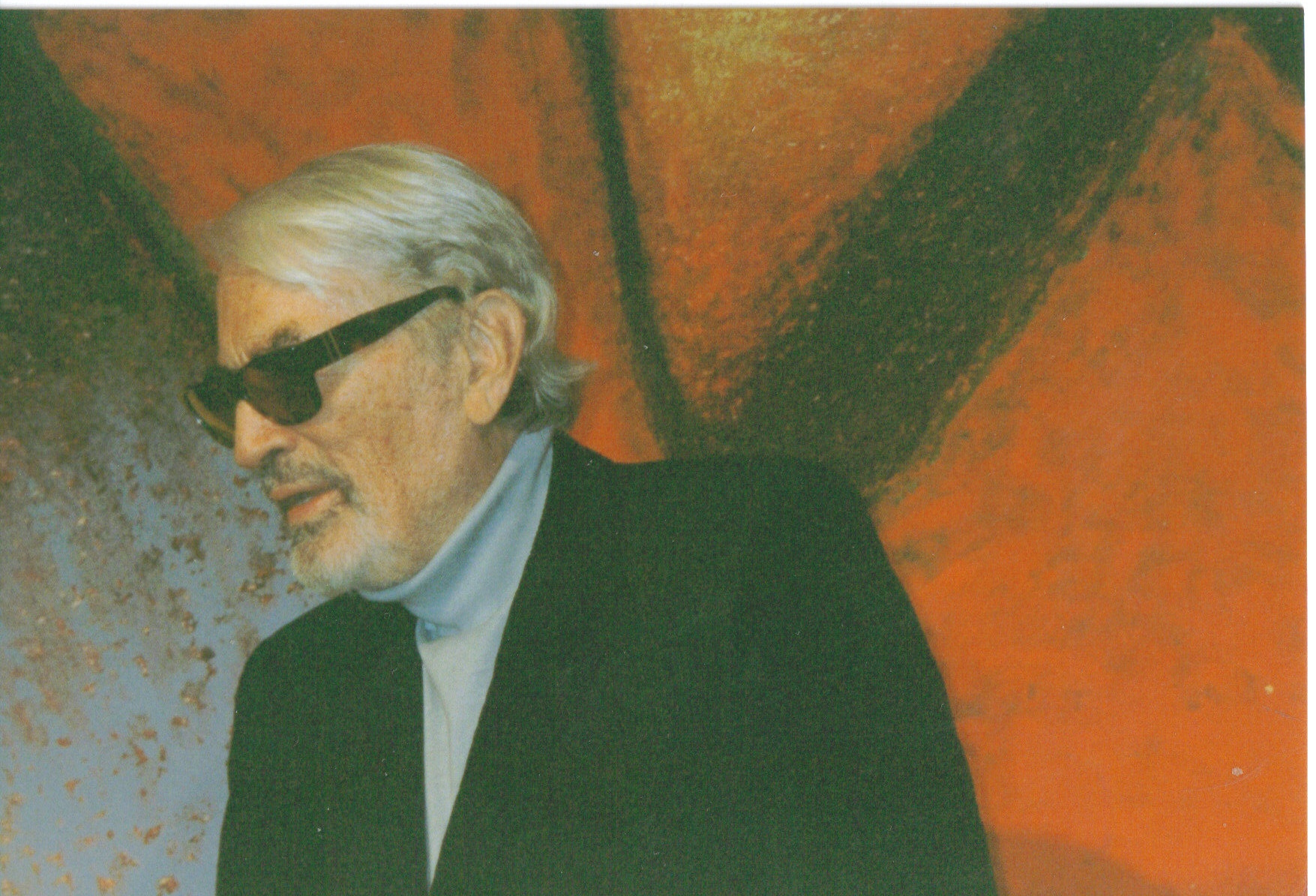
Gregory Peck na 53. MFF w Cannes (maj 2000)

Premiera dokumentu Rozmowy z Gregorym Peckiem miała miejsce 14 października 1999 w ramach Chicago International Film Festival. W maju 2000 film prezentowany był podczas 53. MFF w Cannes. Na tę okazję Peck przyleciał do Cannes wraz z rodziną, w tym z córką Cecilią, współproducentką dokumentu, oraz wziął udział w konferencji prasowej, podczas której opowiadał między innymi o swojej karierze filmowej.
Allan Hunter z magazynu branżowego „Screen Daily” napisał w swojej ocenie: „Intymny portret rodzinny autorstwa Kopple udowadnia, że nie jest to zwykły dokument, a sam człowiek jest równie godny podziwu, jak postacie, które wykreował. Przepełniony niezapomnianymi chwilami z filmów takich jak Rzymskie wakacje [1953] i ulubiony przez Pecka Zabić drozda [1962], to rozkosz dla miłośników kina (…) Parafrazując kluczowy film innego ukochanego amerykańskiego giganta, to było wspaniałe życie”. Lisa Nesselson przyznała na łamach tygodnika „Variety”, że „od napisów początkowych, zręcznie imitujących te z filmu Zabić drozda, po wzruszający i cicho triumfalny finał, w którym córka Pecka, Cecilia, rodzi zdrowego chłopca o imieniu na cześć Harper Lee, autorki powieści z 1960, Rozmowy z Gregorym Peckiem potwierdzają, że prawdziwy Peck jest bardzo podobny do kochającego i godnego podziwu Atticusa Fincha, ulubionego bohatera aktora”.